# Jagera madida
Jagera madida är en kinesträdsväxtart som beskrevs av Paul Irwin Forster. Jagera madida ingår i släktet Jagera och familjen kinesträdsväxter. Inga underarter finns listade i Catalogue of Life.